# Lars Knudsen (producteur)
Lars Knudsen, né en 1986 à Aarhus (Danemark), est un producteur danois.
Il est principalement connu pour avoir produit Midsommar (2019), Hérédité (2018) et The Witch (2015).

## Carrière
En 2004, avec le producteur Jay Van Hoy, Lars Knudsen fonde Parts & Labor, une société de production spécialisée dans le cinéma collaboratif dirigé par des réalisateurs,. Parts & Labor a produit plus de vingt films — dont Frank & Lola, The Witch, American Honey, Les Amants du Texas (Ain't Them Bodies Saints) et Beginners — et a aidé à donner vie à leurs histoires pour des réalisateurs comme Andrea Arnold ou Robert Eggers,.
Après 15 ans de collaboration, Knudsen et Van Hoy décident de se séparer. Avant la sortie de Midsommar en juin 2019, Knudsen et le réalisateur Ari Aster annoncent le lancement de leur nouvelle société de production, Square Peg.

## Filmographie sélective
- 2006 : Old Joy
- 2006 : Wild Tigers I Have Known
- 2006 : Gretchen (en)
- 2008 : Treeless Mountain
- 2008 : Lovely, Still
- 2009 : The Exploding Girl
- 2010 : Cold Weather (en)
- 2010 : Shit Year (en)
- 2010 : Beginners
- 2011 : Here
- 2011 : The Loneliest Planet (en)
- 2012 : Keep the Lights On
- 2013 : Mother of George (en)
- 2013 : Les Amants du Texas
- 2013 : Narco Cultura (en)
- 2014 : Love Is Strange
- 2014 : The Heart Machine (en)
- 2014 : Loitering with Intent (en)
- 2015 : One More Time
- 2015 : The Witch
- 2016 : Brooklyn Village
- 2016 : Identities (Complete Unknown)
- 2016 : Frank et Lola
- 2016 : American Honey
- 2017 : Love After Love
- 2018 : Trahison d'État
- 2018 : Hérédité
- 2018 : A Vigilante (en)
- 2019 : Midsommar
- 2022 : Resurrection
- 2022 : The Northman
- 2023 : Beau Is Afraid
- 2023 : Dream Scenario
- 2024 : Primitifs (Sasquatch Sunset) de David Zellner et Nathan Zellner
- 2025 : Death of a Unicorn d'Alex Scharfman
- 2025 : Bugonia de Yórgos Lánthimos